# Sainte-Anne (Gers)
Sainte-Anne è un comune francese di 114 abitanti situato nel dipartimento del Gers nella regione dell'Occitania.

## Società

### Evoluzione demografica
Abitanti censiti